# Latina (província)
A província de Latina é uma província italiana da região do Lácio com cerca de 489 599 habitantes, densidade de 218 hab/km². Está dividida em 33 comunas, sendo a capital Latina.
Faz fronteira a norte com a província de Frosinone, a noroeste com a província de Roma, a sudeste com a Campânia (província de Caserta), e a sul com o Mar Tirreno.

## Principais municípios da província
| Município             | População |
| --------------------- | --------- |
| Latina                | 112.533   |
| Aprilia               | 63.265    |
| Terracina             | 42.669    |
| Formia                | 36.822    |
| Fondi                 | 35.115    |
| Cisterna di Latina    | 33.108    |
| Sezze                 | 22.859    |
| Gaeta                 | 21.541    |
| Minturno              | 18.366    |
| Sabaudia              | 17.581    |
| Priverno              | 13.728    |
| Pontinia              | 13.517    |
| Cori                  | 10.808    |
| Itri                  | 9.238     |
| San Felice Circeo     | 8.212     |
| Sermoneta             | 7.083     |
| Sonnino               | 7.056     |
| Santi Cosma e Damiano | 6.678     |
| Monte San Biagio      | 6.106     |

## História
A província foi fundada a 18 de Dezembro de 1934, abarcando grande parte da área de Agro Pontino, pertencente em tempos anteriores à província de Roma.